# Academia.edu
Academia.edu est un site Internet de réseau social américain, partiellement gratuit, destiné aux chercheurs. Lancé en 2008 par Richard Price, il est maintenu par l'entreprise Academia, dont le siège est à San Francisco en Californie. Le site s'adresse aux chercheurs, universitaires et étudiants, à qui il propose diverses fonctionnalités de réseau social, comme la possibilité pour ceux-ci de se mettre en relation les uns avec les autres, de suivre leurs travaux respectifs et d'échanger des connaissances, principalement en mettant en ligne leurs articles. Contrairement à ce que le nom de domaine peut laisser croire, il ne s'agit pas d'un site à vocation éducative, mais commerciale.

## Histoire

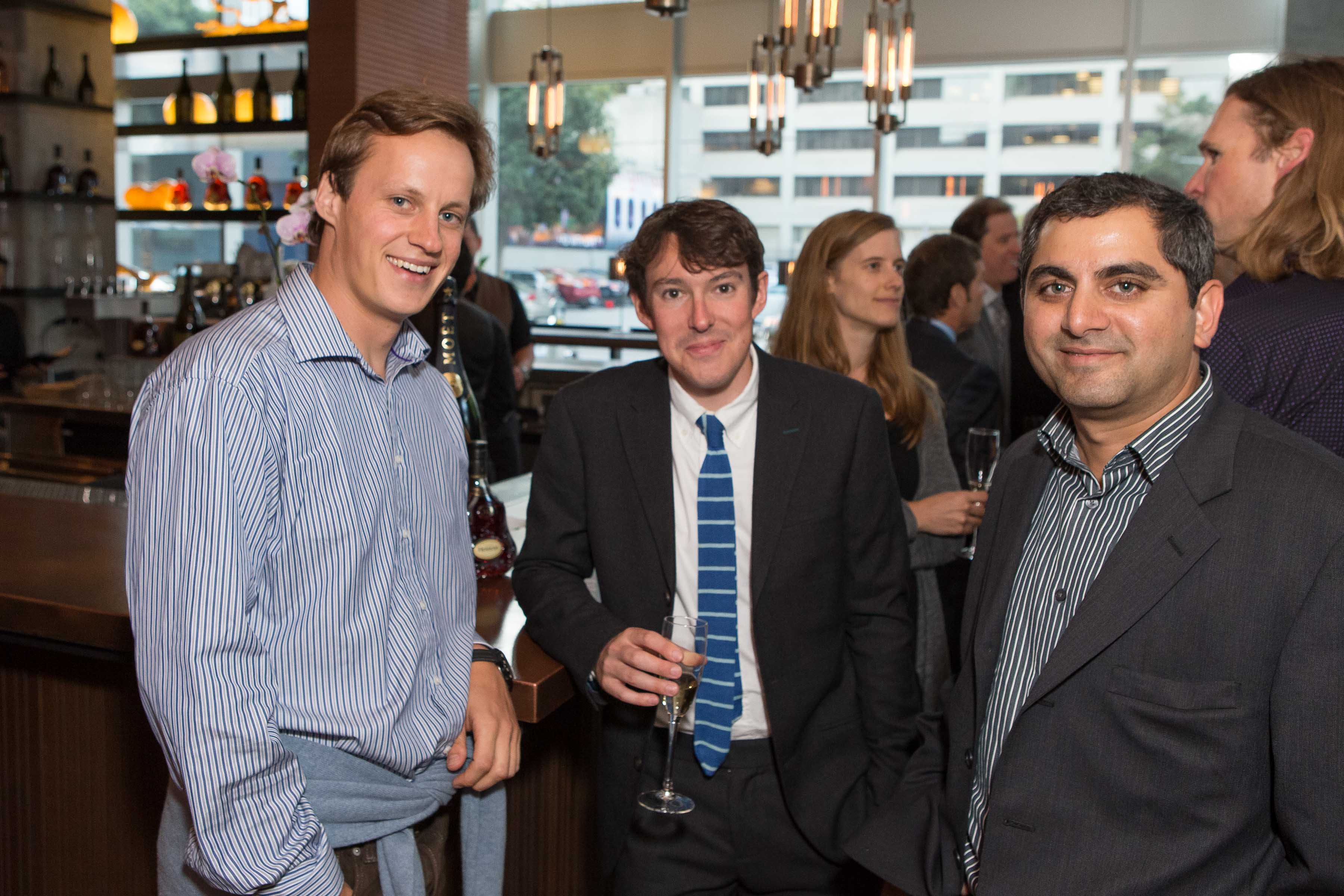
A gauche : Richard Price, fondateur d'Academia.

Le site Academia.edu est lancé en septembre 2008 par l'entreprise américaine Academia, dont le CEO est Richard Price. Il existe alors déjà à ce moment quelques sites du même genre, comme le réseau social ResearchGate ou le logiciel de gestion bibliographique Mendeley. Le site possède un nom de domaine en .edu alors qu'il n'est pas une institution éducative : Richard Price a indiqué que ce nom de domaine avait été enregistré par l'une des filiales d'Academia avant le 29 octobre 2001, date à partir de laquelle les noms de domaine en .edu ont été réservés aux institutions éducatives.
Début 2010, Academia réunit 1,5 million de dollars lors d'une première levée de fonds menée par Spark Venturs ; il recueille principalement ces fonds de la part d'investisseurs comme Mark Shuttleworth, Thomas Lehrman et Rupert Pennant-Rea. Fin novembre 2011, une deuxième levée de fonds, menée par Spark Capital en association avec True Ventures, rapporte à Academia 4,5 millions de dollars d'investissements. L'entreprise revendique le même esprit que d'autres initiatives en science ouverte (open research) qui visent à promouvoir un travail scientifique collaboratif et non concurrentiel dont les résultats sont disponibles en Open source. En février 2012, Richard Price prend publiquement position contre le Research Works Act, un projet de loi visant à restreindre l'accès aux travaux de recherche financés par des fonds publics.
En 2016, Academia introduit une formule d'abonnement payant, "Academia Premium". En décembre 2016, le site annonce de nouvelles fonctionnalités Premium fournissant aux utilisateurs des détails sur la façon dont leurs articles sont trouvés sur Internet et sur leur classement personnel. En avril 2017, le site lance la "Recherche avancée" qui n'est accessible qu'aux utilisateurs payants.

## Principe du site
Academia.edu est un réseau social académique. Les utilisateurs s'enregistrent gratuitement à l'aide d'un nom et d'une adresse de courriel et se créent un profil sur lequel ils indiquent leurs établissements de rattachement (universités et autres centres de recherche) et leurs centres d'intérêt en matière de recherche. Ils ont la possibilité de poster un curriculum vitæ et une photo et d'indiquer des liens vers un ou plusieurs sites Internet. La principale fonctionnalité de partage est celle qui permet à chaque utilisateur de poster ses travaux de recherche, ou les références de ses travaux, sur son profil.
Outre son profil, l'utilisateur dispose également d'une page privée, le dashboard, qui lui fournit diverses statistiques de consultation de sa page de profil et des documents qu'il a postés. L'utilisateur est également prévenu chaque fois que son nom est entré dans le moteur de recherche Google. En cela, Academia.edu correspond assez exactement au modèle dit "du courtage informationnel"
Les utilisateurs entrent en contact les uns avec les autres via un moteur de recherche, ou en naviguant sur les pages des institutions, ou bien via un système de suggestions automatiques. Chaque utilisateur peut décider de « suivre » tel ou tel utilisateur, afin d'être prévenu des publications, questions et messages qu'il postera et qui s'afficheront dans son fil d'actualités. L'utilisateur suivi ne peut pas refuser d'être suivi par un utilisateur donné. En revanche, suivre un utilisateur n'est pas réciproque (sauf si l'utilisateur suivi décide d'entrer à son tour en contact avec l'utilisateur qui a décidé de le suivre). Outre ce système, le site contient un système d'échange de messages privés.
La page d'accueil du site, vue par un utilisateur enregistré, contient une barre d'outils située en haut de la page : elle donne accès au profil, au dashboard, aux paramètres du compte et au bouton de déconnexion, et indique en rouge les notifications (nouvelles réponses, mises en contact, etc.). En dehors de cette barre, la page d'accueil est essentiellement occupée par un fil d'actualités alimenté par les publications, questions et messages en rapport avec les centres d'intérêt indiqués par l'utilisateur. Y apparaissent notamment les publications des autres utilisateurs que l'utilisateur a décidé de suivre.

## Statistiques du site
Fin avril 2010, le site comptait 137 000 utilisateurs enregistrés, gagnait 15 000 utilisateurs par mois et recevait environ 600 000 visiteurs uniques par mois. En 2011, le nombre d'utilisateurs triple et atteint 800 000 fin novembre 2011 et le nombre de visiteurs uniques s'élève à 3 millions. Vers la mi février 2012, le site dépasse le million d'utilisateurs enregistrés. Depuis, le site maintient sa croissance exponentielle, atteignant les dix millions d'utilisateurs en juin 2014. En août 2016, le site indique qu'il compte plus de 40 millions d'utilisateurs enregistrés.
En 2016, une étude montre que les articles publiés sur Academia.edu obtiennent, après 5 ans, 58 % de citations en plus, par rapport aux articles publiés uniquement sur d’autres sites en ligne, comme les pages d’accueil personnelles ou institutionnelles. Ces statistiques s'inscrivent dans le contexte de l'avantage généralement constaté des articles scientifiques disponibles en accès libre, davantage cités que ceux disponibles en accès payant.

## Accueil critique
Le choix du site d'acheter un domaine en ".edu" alors qu'Academia est une entreprise commerciale a été critiqué comme un moyen de tromper les internautes au sujet du statut du site, en leur faisant croire qu'il ne s'agit pas d'un site commercial alors que c'est le cas et que cela a des conséquences importantes sur l'usage qu'Academia fait des informations publiées sur sa plate-forme.
Les fonctionnalités payantes introduites sur Academia courant 2016 attirent au site de nombreuses critiques de la part d'universitaires qui lui reprochent de sacrifier l'intérêt commun de la recherche mondiale à une logique purement commerciale, reproduisant ainsi les mêmes défauts que les éditeurs de revues savantes. Ces critiques appellent les chercheurs à privilégier les bases de données en ligne à visée non commerciale créées par des chercheurs,,.
En 2025, le site Trustpilot, compte parmi plus de 700 avis de nombreux avis défavorables de l'entreprise, avec une notation globale à 1,3, notamment en raison du manque de clarté du site et de ses offres, menant à des débits bancaires importants, du nombre d'e-mails reçus, et de notifications venant de comptes mal identifiés. Le site a répondu à la plupart des avis négatifs, avec des messages génériques renvoyant vers leur page d'aide.
En mars 2022, la plateforme Academia.edu annonce le lancement de revues scientifiques en Open Access, grâce à une levée de fonds du conglomérat chinois Tencent. La plateforme compte aujourd'hui 12 revues, toutes en sciences de la vie, et se positionne clairement sur le marché de la publication avec le modèle auteur payeur.